# رأس البر
رأس البر هي مدينة مصرية تتبع محافظة دمياط، وتشكل شبه مثلث من اليابسة يطل ضلعه الشرقي على نهر النيل والغربي على البحر المتوسط وقاعدته على القناة الملاحية لميناء دمياط، ويلتقي عند قمته مياه المتوسط المالحة بمياه نهر النيل العذبة. يتسم مناخ المدينة باعتدال الجو وجفافه، فيما يمتاز تخطيطها العمراني بالأناقة والتنظيم، فضلاً عن كثرة الحدائق والأشجار.

## التاريخ والمعالم
عرفت المدينة قديماً قبل الفتح العربي باسم «جيزة دمياط»، أي «ناحية دمياط»، وعندما زارها المقريزي سماها «مرج البحرين». واكتسب اسمها الحالي «رأس البر» بسبب موقعها على خريطة مصر حيث تعد أول مدينة مصرية تطل على ساحل البحر المتوسط، وتشكل أراضيها لساناً من اليابسة داخل الماء. تعود نشأة المدينة إلى عام 1823، حين كان مشايخ الطرق الصوفية وأتباعهم بدمياط يسيرون نحو الشمال مع النيل للاحتفال بمولد «الشيخ الجربي» بمنطقة الجربي جنوب رأس البر. وتردد التجار على رأس البر قديماً لمقابلة سفنهم العائدة من رحلاتها التجارية، وأخذت المدينة تكبر يوماً بعد يوم، إلى أن أصبحت في جمال شواطئها وهدوء مقامها تنافس المصايف المصرية الشهيرة على ساحل المتوسط، وظلت المدينة مصيفاً لكثير من مشاهير السياسة والفن في مصر قبل ثورة يوليو 1952 وبعدها. ومن أبرز هؤلاء المطربة أم كلثوم، والموسيقار محمد عبد الوهاب، والعديد من الوزراء.
تشتهر المدينة حالياً بكونها مصيف الطبقة الوسطى من المصريين نتيجة لأسعار الإقامة بها التي تعد في متناول أيديهم. وتمتاز المدينة بوجود عدد من المزارات الجميلة، من أهمها منطقة اللسان، وفنار رأس البر التي شيدت عند شاطئ البحر المتوسط لترشد السفن ليلاً، والتي شهدت المنطقة المحيطة بها تطويرا جعلها مزاراً مهماً، ومنطقة الجربي التي كانت تشهد قديماً الاحتفالات بمولد سيدي الجربي، وكورنيش النيل.

### العشش
العشش هو الاسم الدارج بين أهالي المدينة والذي يطلق على المنازل المصيفية، ويعود أصل تلك التسمية إلى الوقت الذي بدأت تدب فيه الحياة بالمدينة، بعدما اعتادت بعض الأسر المصرية من قاطني مدن الدلتا الخروج للتنزه في مراكب شراعية في النيل خلال فصل الصيف، وصولا إلى الشاطئ النهري للمدينة وهناك أقاموا أكواخا بدائية من البوص ليقيموا فيها بعض الوقت، وهو ما اصطلح على تسميته «العشش»، والتي تحولت فيما بعد إلى مبان أسمنتية، وفيلات فاخرة.
قامت السلطات المصرية بوضع أول خريطة هندسية للمدينة في عام 1902 تظهر فيها مواقع العشش وأرقامها والأسواق وغيرها، كما تمت إضاءة شوارعها بالفوانيس. مما ساهم في بقاء المدينة حتى وقتنا الحاضر في مظهر حضاري ومنظم بعيداً عن العشوائيات.

### اللسان
اغتنم أهالي المدينة الإمكانيات الطبيعية التي حبى الله بها مدينتهم، وبدؤوا في إقامة عشش لتأجيرها للمصطافين، في بداية كل صيف. وذلك منذ بدايات شهر مايو وحتى شهر سبتمبر من كل سنة، لأن مياه البحر كانت تُغرق العشش في الشتاء، وهو ما تم علاجه لاحقا ببناء مصدّات إسمنتية للأمواج. كما أقامت مصلحة الموانئ المصرية رصيفاً من الأسمنت المسلح طوله 250 متر وعرضه متران ونصف المتر لوقاية ساحل المدينة من التآكل وهو ما يعرف الآن بـ«منطقة اللسان». وتبع ذلك إنشاء كوبري دمياط للربط بين ضفتي النيل لتسهيل الانتقال بالسيارات من رأس البر وإليها.

## الجغرافيا والسكان
تتبع المدينة إدارياً مركز دمياط أحد المراكز الخمس التابعة لمحافظة دمياط، وتبعد عن شمال القاهرة بنحو 250 كم. وتعد نقطة التقاء مياه النيل العذبة بمياه البحر المتوسط المالحة، في المكان المعروف باسم «اللسان» حيث يصب النيل مياهه بعد رحلة طولها 6695 كم يقطعها جنوباً في أراضي عشر دول أفريقية. تتميز المدينة بموقعها المتميز بين ساحل البحر المتوسط ونهر النيل، وهوائها النقي الجاف، وشواطئها ذات المياه الهادئة التي تتسم بقلة الرطوبة وكثرة اليود بالجو. يقوم اقتصاد المدينة بشكل رئيسي على السياحة الداخلية صيفاً، حيث تنشط حركة تأجير العقارات للمصطافين، وتجارة الأسماك وتصنيع وتجارة المخبوزات والحلويات الشرقية بمحلات المدينة الشهيرة مثل بلبول ودعدور.

### المناخ
| البيانات المناخية لـرأس البر      | البيانات المناخية لـرأس البر | البيانات المناخية لـرأس البر | البيانات المناخية لـرأس البر | البيانات المناخية لـرأس البر | البيانات المناخية لـرأس البر | البيانات المناخية لـرأس البر | البيانات المناخية لـرأس البر | البيانات المناخية لـرأس البر | البيانات المناخية لـرأس البر | البيانات المناخية لـرأس البر | البيانات المناخية لـرأس البر | البيانات المناخية لـرأس البر | البيانات المناخية لـرأس البر |
| الشهر                             | يناير                        | فبراير                       | مارس                         | أبريل                        | مايو                         | يونيو                        | يوليو                        | أغسطس                        | سبتمبر                       | أكتوبر                       | نوفمبر                       | ديسمبر                       | المعدل السنوي                |
| --------------------------------- | ---------------------------- | ---------------------------- | ---------------------------- | ---------------------------- | ---------------------------- | ---------------------------- | ---------------------------- | ---------------------------- | ---------------------------- | ---------------------------- | ---------------------------- | ---------------------------- | ---------------------------- |
| متوسط درجة الحرارة الكبرى °م (°ف) | 17.1 (62.8)                  | 18 (64)                      | 19.7 (67.5)                  | 22.9 (73.2)                  | 26.9 (80.4)                  | 28.6 (83.5)                  | 29.8 (85.6)                  | 30.1 (86.2)                  | 28.6 (83.5)                  | 27.1 (80.8)                  | 23.7 (74.7)                  | 19.2 (66.6)                  | 24.3 (75.7)                  |
| المتوسط اليومي °م (°ف)            | 13.3 (55.9)                  | 13.9 (57.0)                  | 15.5 (59.9)                  | 18.3 (64.9)                  | 22.1 (71.8)                  | 24.3 (75.7)                  | 26 (79)                      | 26.3 (79.3)                  | 24.7 (76.5)                  | 23.3 (73.9)                  | 19.8 (67.6)                  | 15.4 (59.7)                  | 20.2 (68.4)                  |
| متوسط درجة الحرارة الصغرى °م (°ف) | 9.5 (49.1)                   | 9.9 (49.8)                   | 11.3 (52.3)                  | 13.8 (56.8)                  | 17.3 (63.1)                  | 20 (68)                      | 22.3 (72.1)                  | 22.6 (72.7)                  | 20.9 (69.6)                  | 19.5 (67.1)                  | 16 (61)                      | 11.6 (52.9)                  | 16.2 (61.2)                  |
| الهطول مم (إنش)                   | 30 (1.2)                     | 22 (0.9)                     | 15 (0.6)                     | 4 (0.2)                      | 2 (0.1)                      | 0 (0)                        | 0 (0)                        | 0 (0)                        | 0 (0)                        | 8 (0.3)                      | 17 (0.7)                     | 28 (1.1)                     | 126 (5.1)                    |
| المصدر: Climate-Data.org          |                              |                              |                              |                              |                              |                              |                              |                              |                              |                              |                              |                              |                              |

## النقل والمواصلات
يمكن الوصول إلى مدينة رأس البر عبر عدة طرق برية مختلفة تتمثل في طريق القاهرة/الإسماعيلية/بورسعيد/دمياط/رأس البر، وطريق القاهرة/بنها/ميت غمر/المنصورة/شربين/رأس البر، وطريق الإسكندرية/الطريق الدولي الساحلي/رأس البر.

## معرض صور

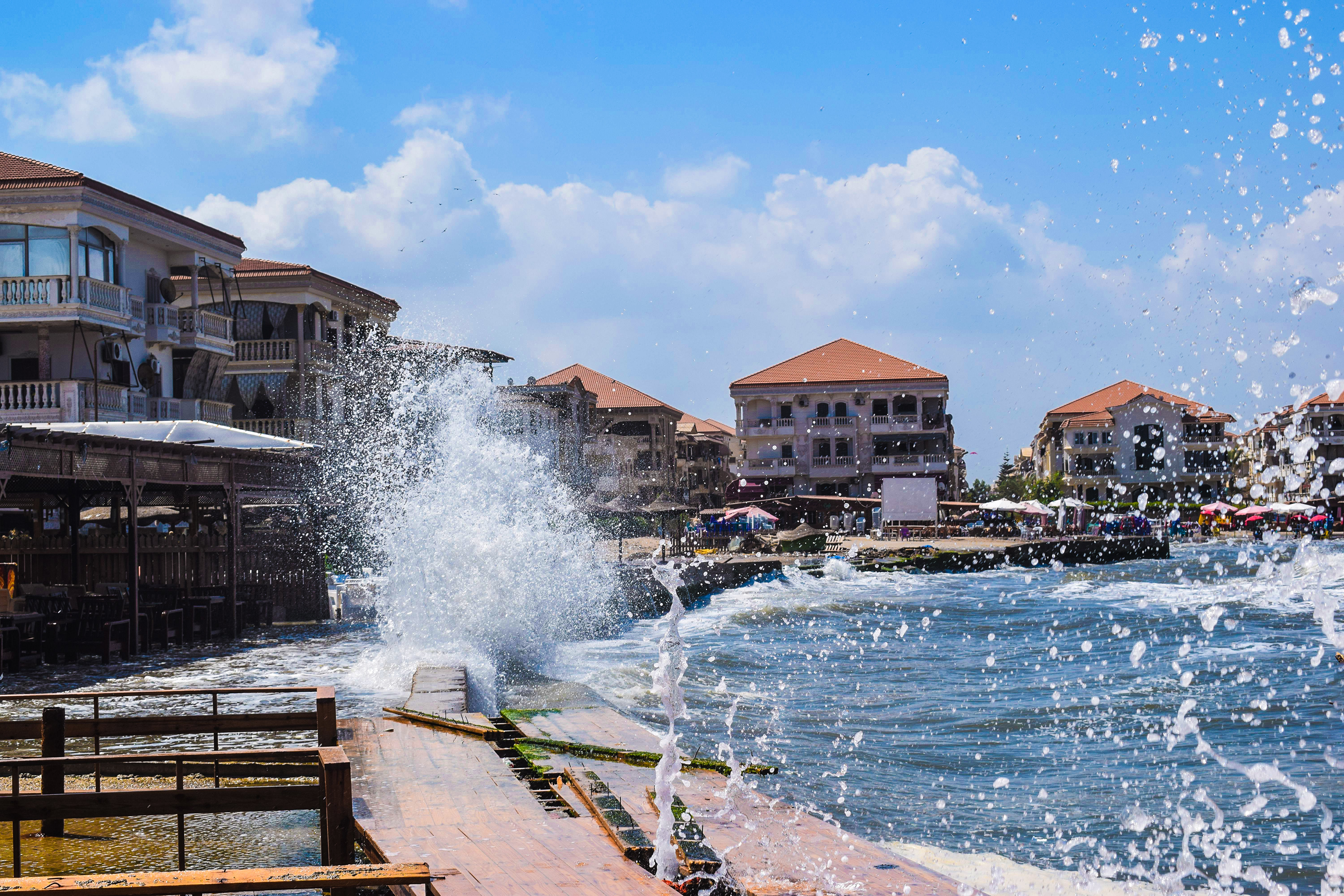
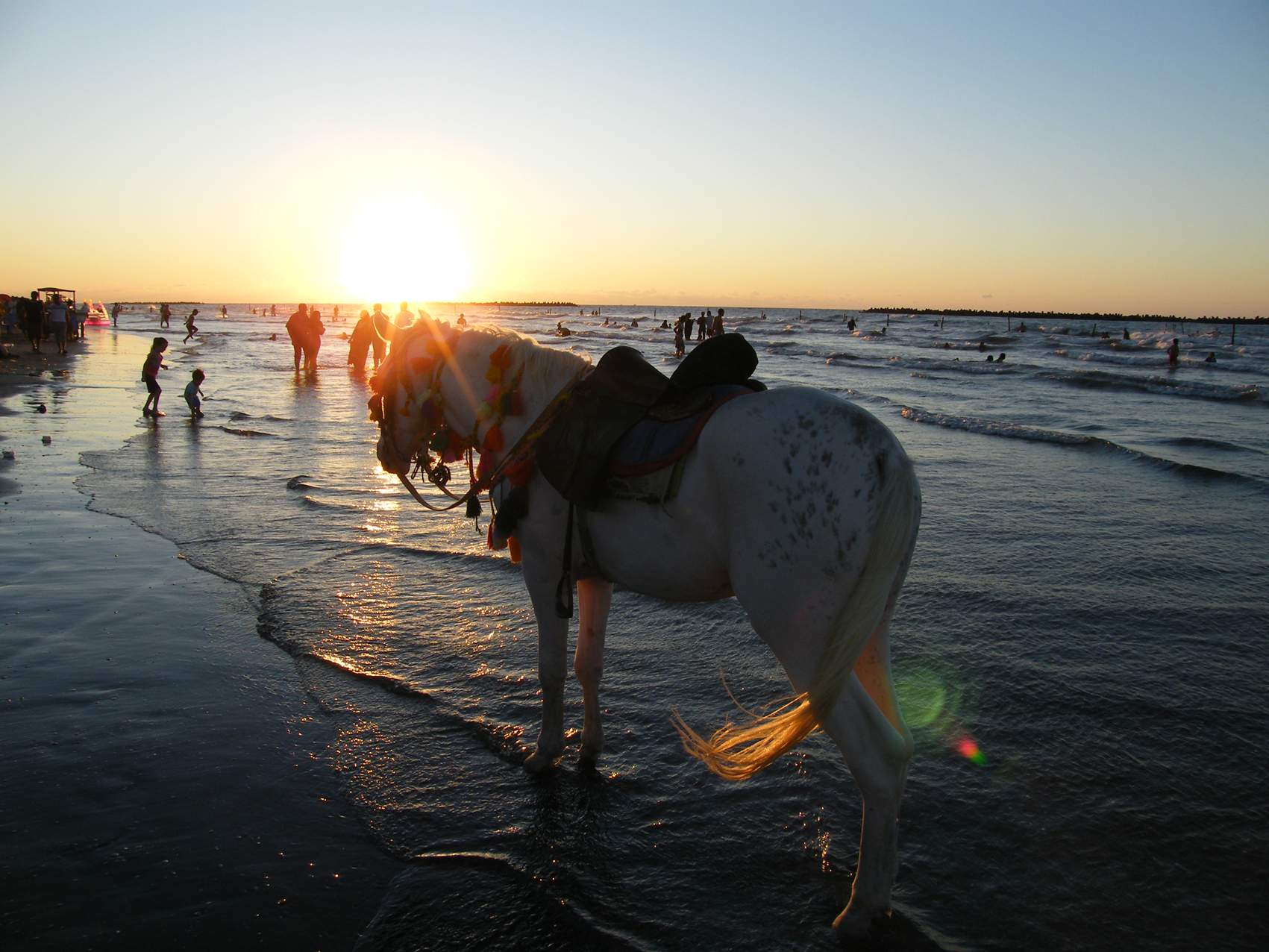
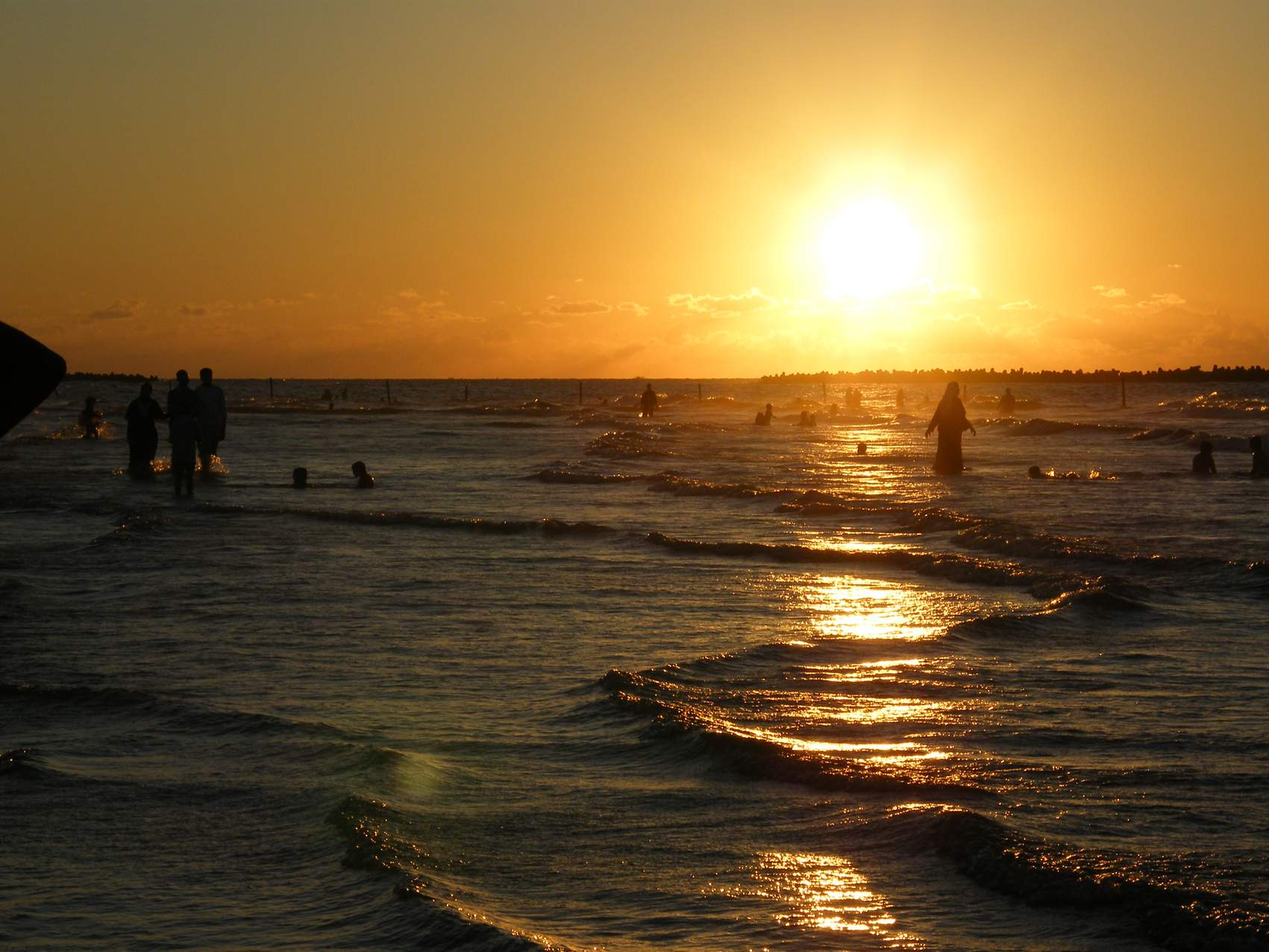
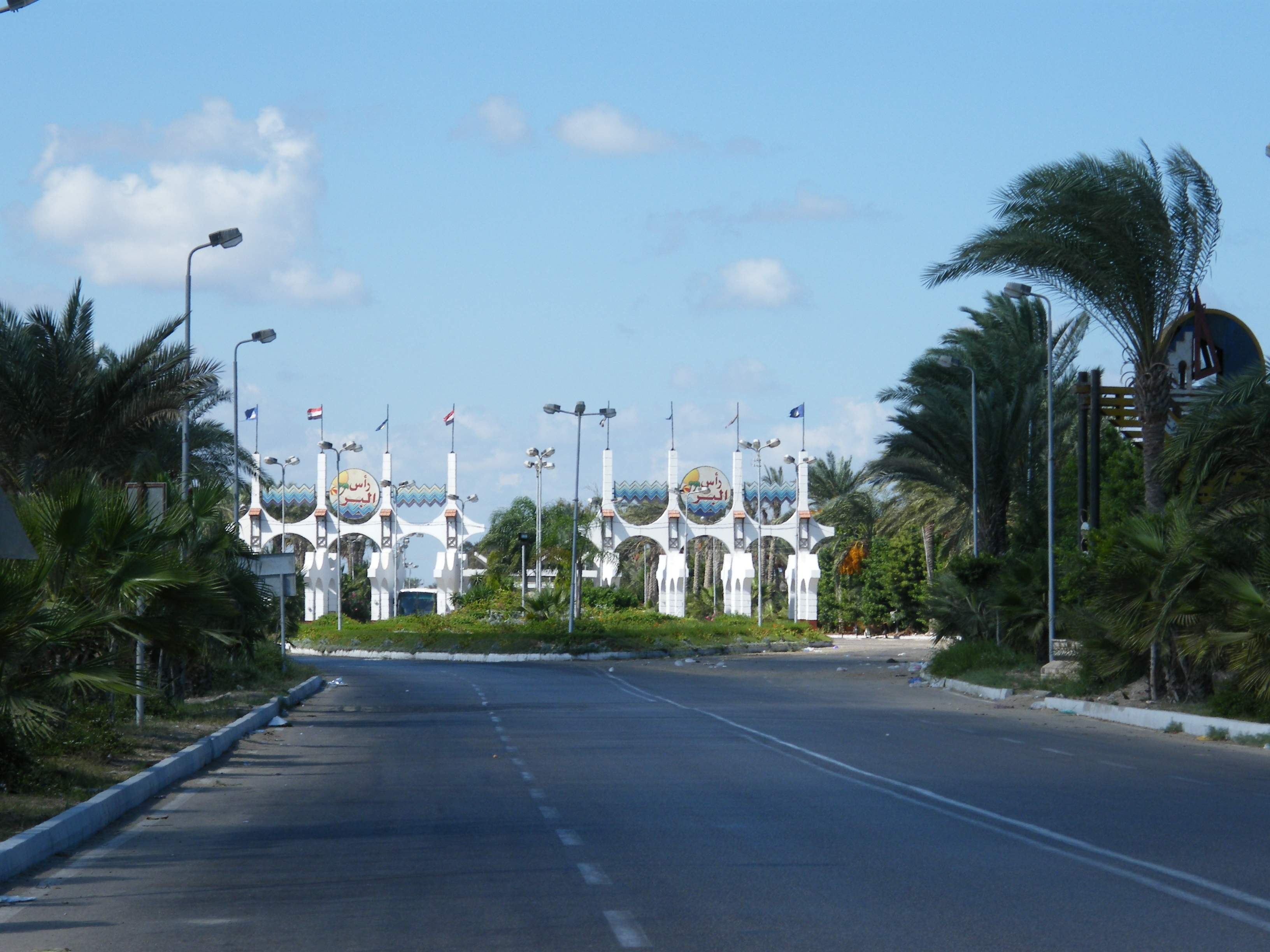
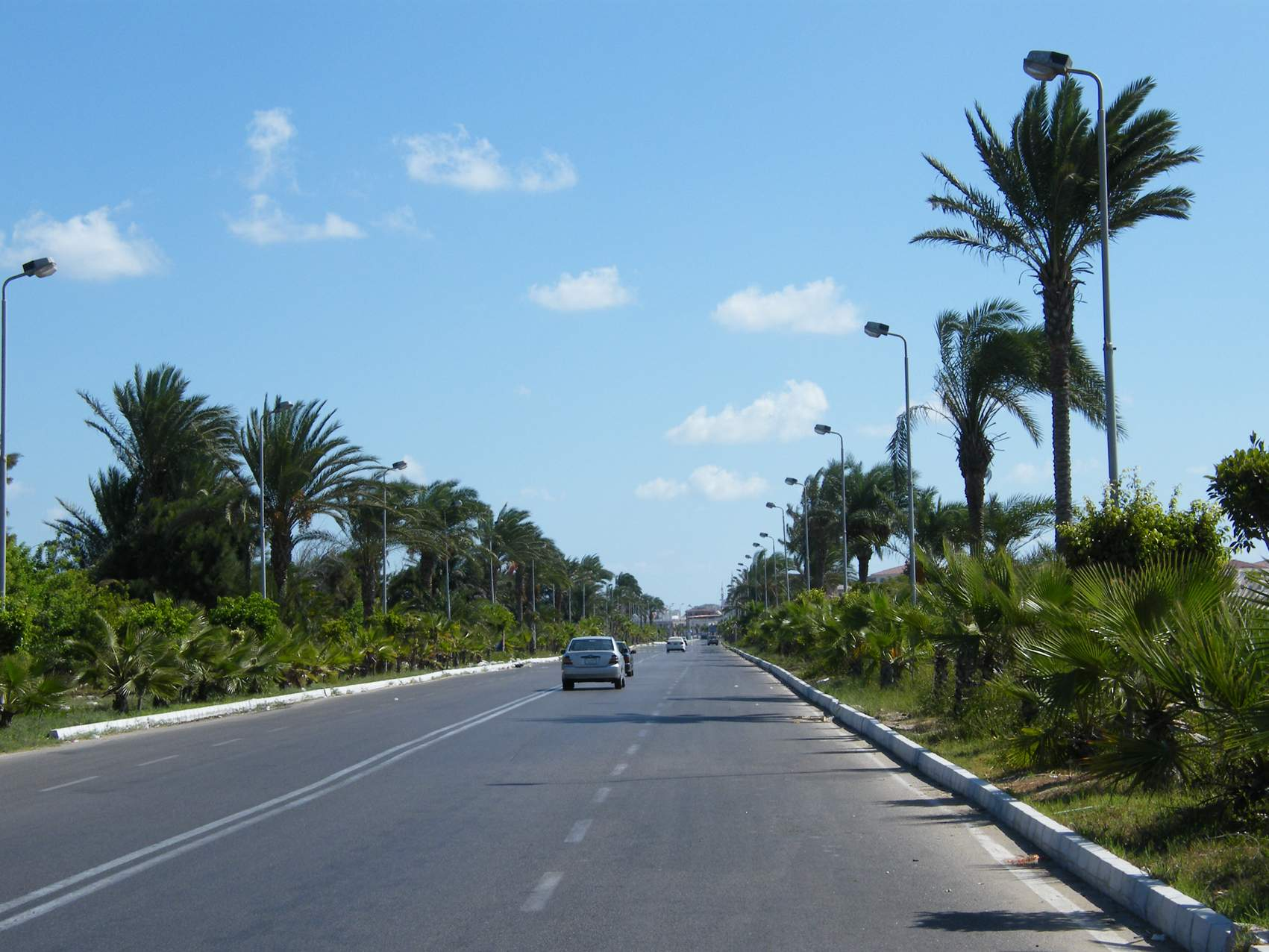
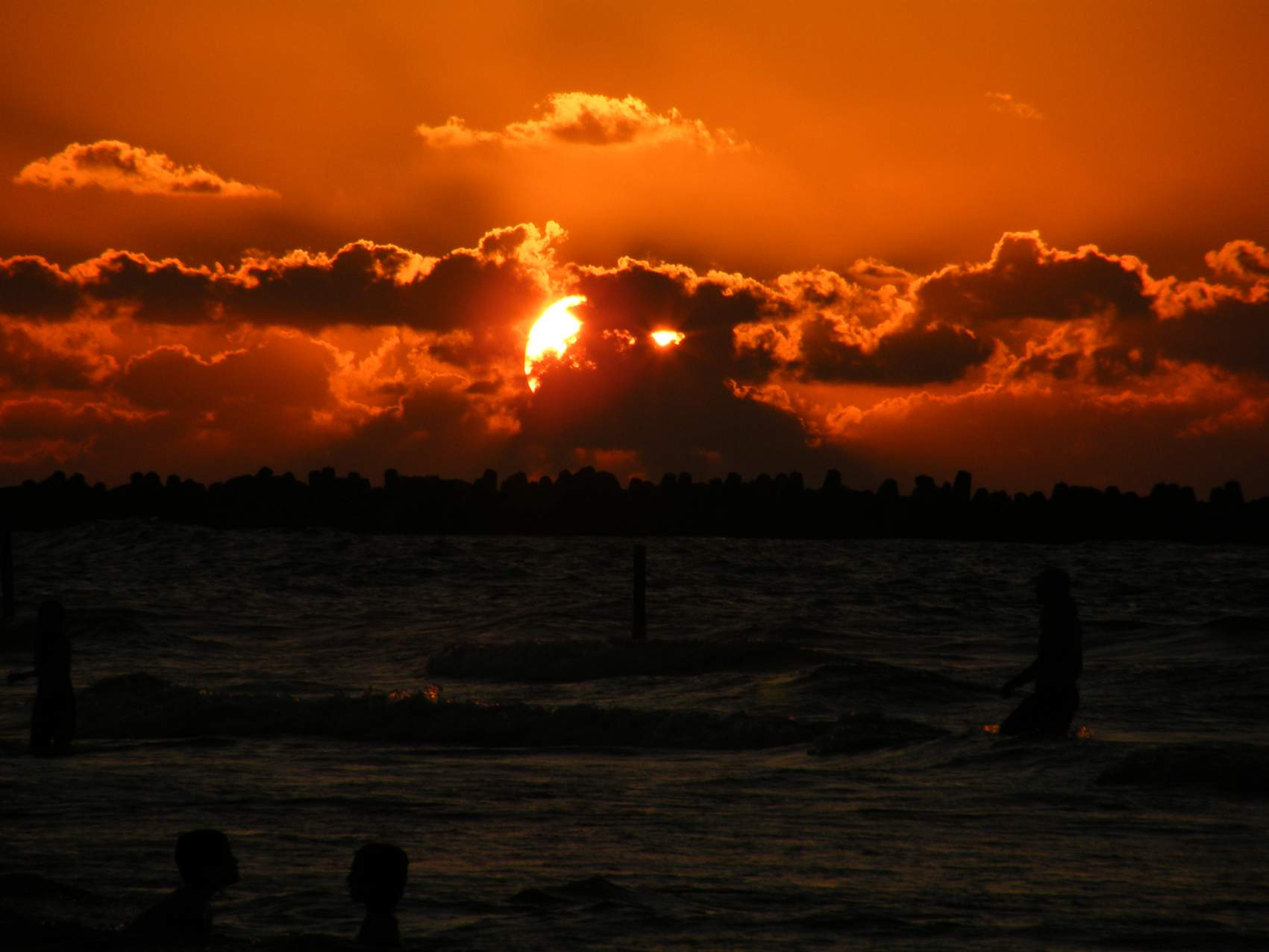
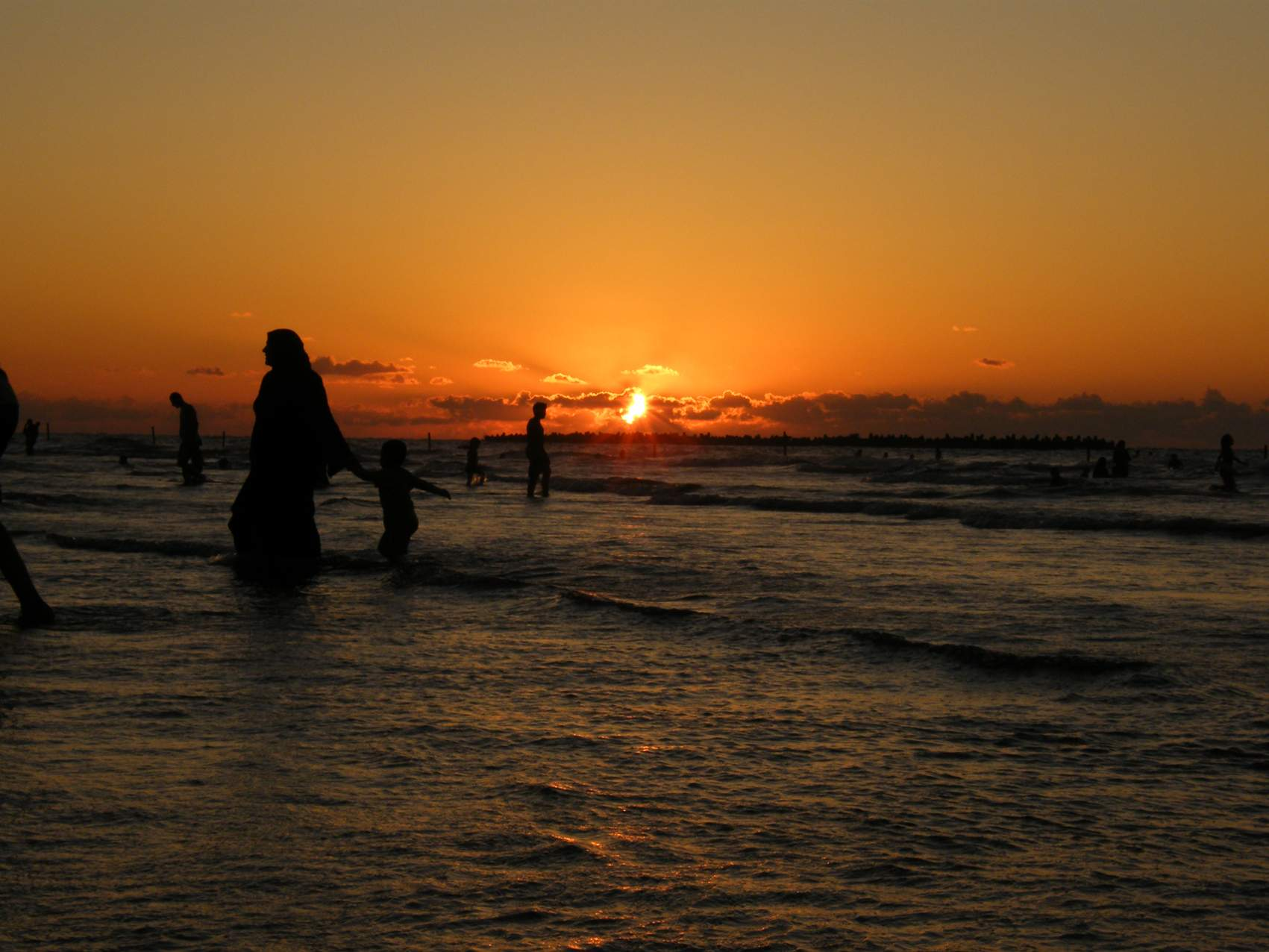
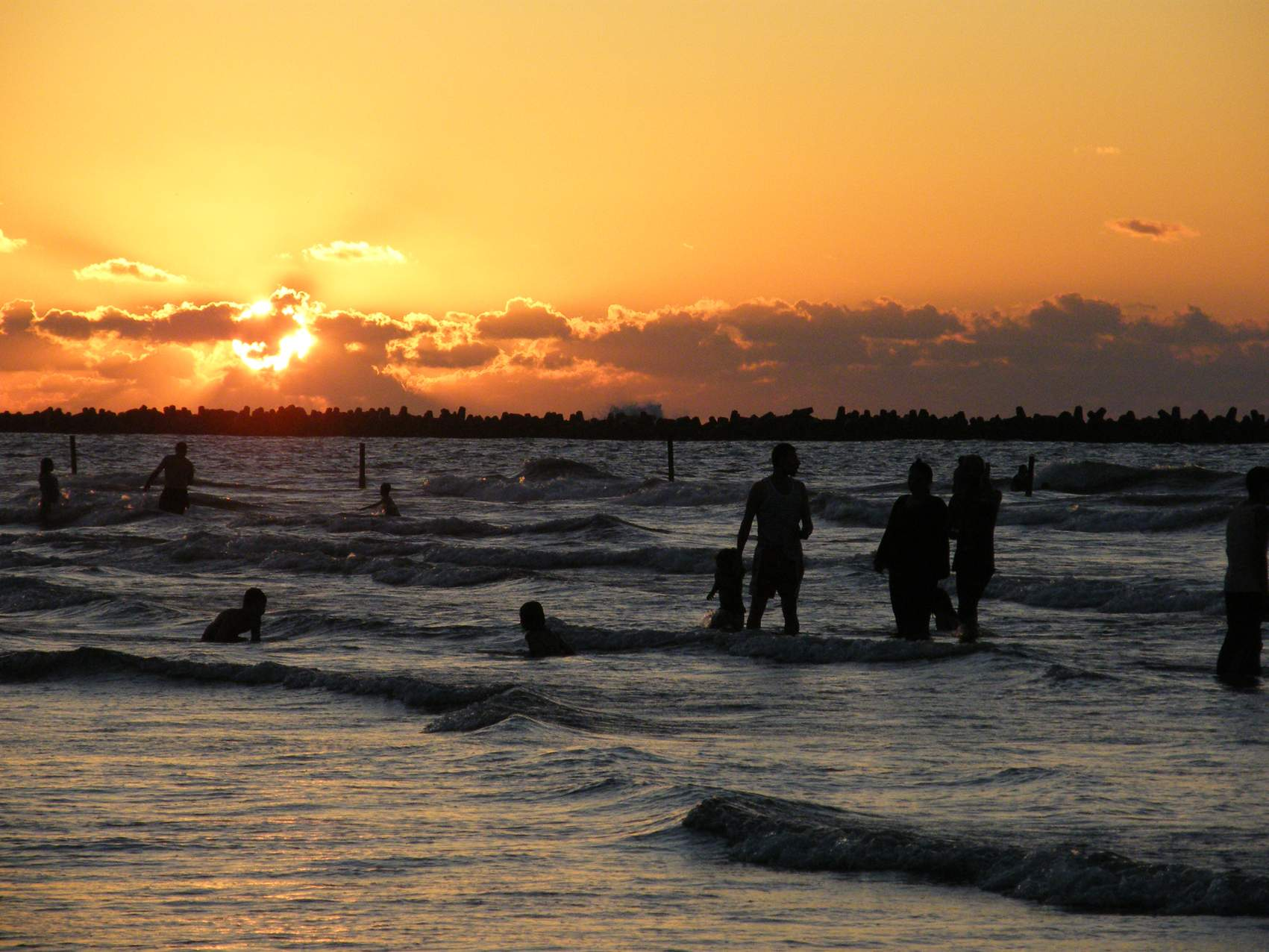
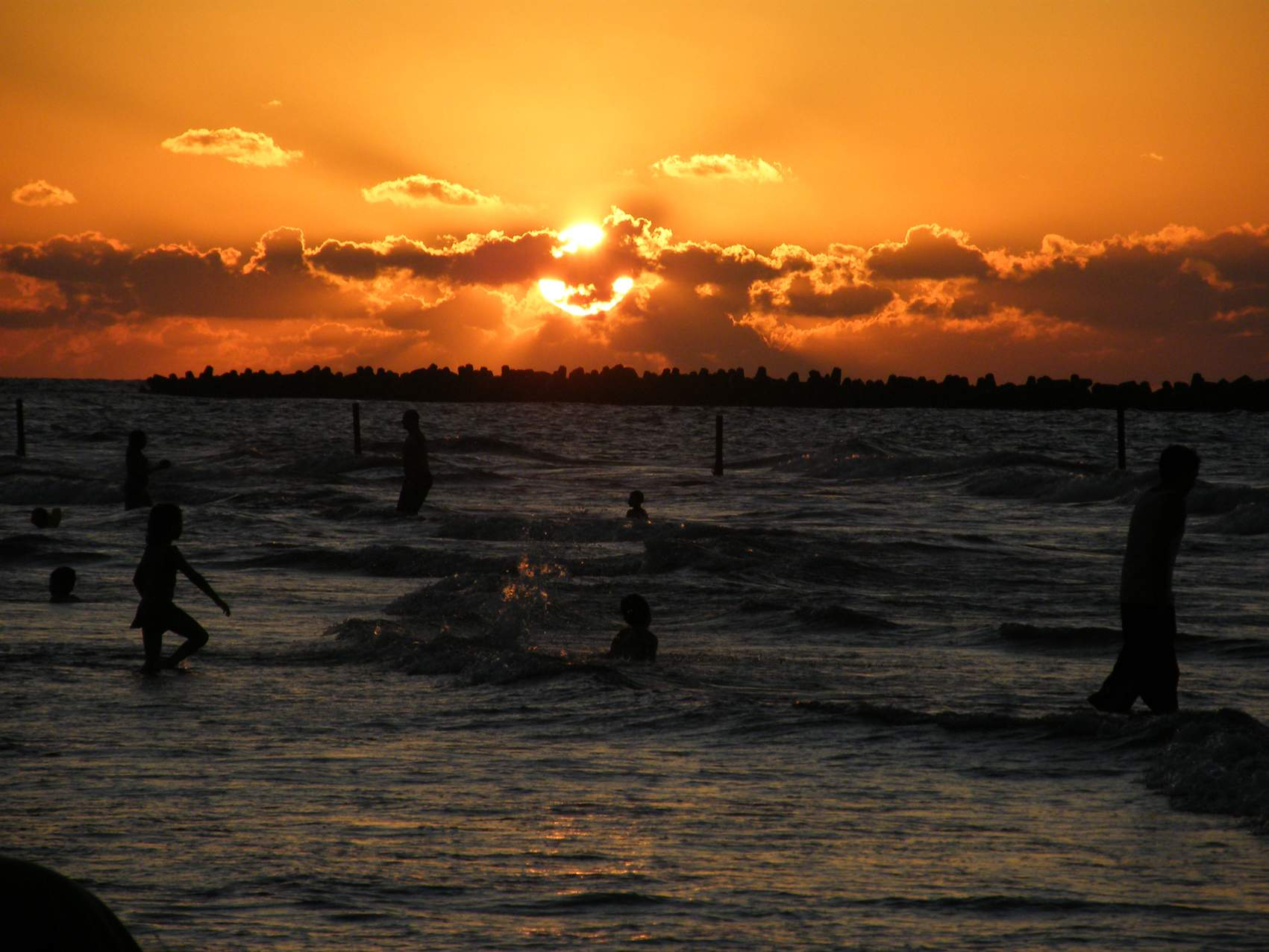
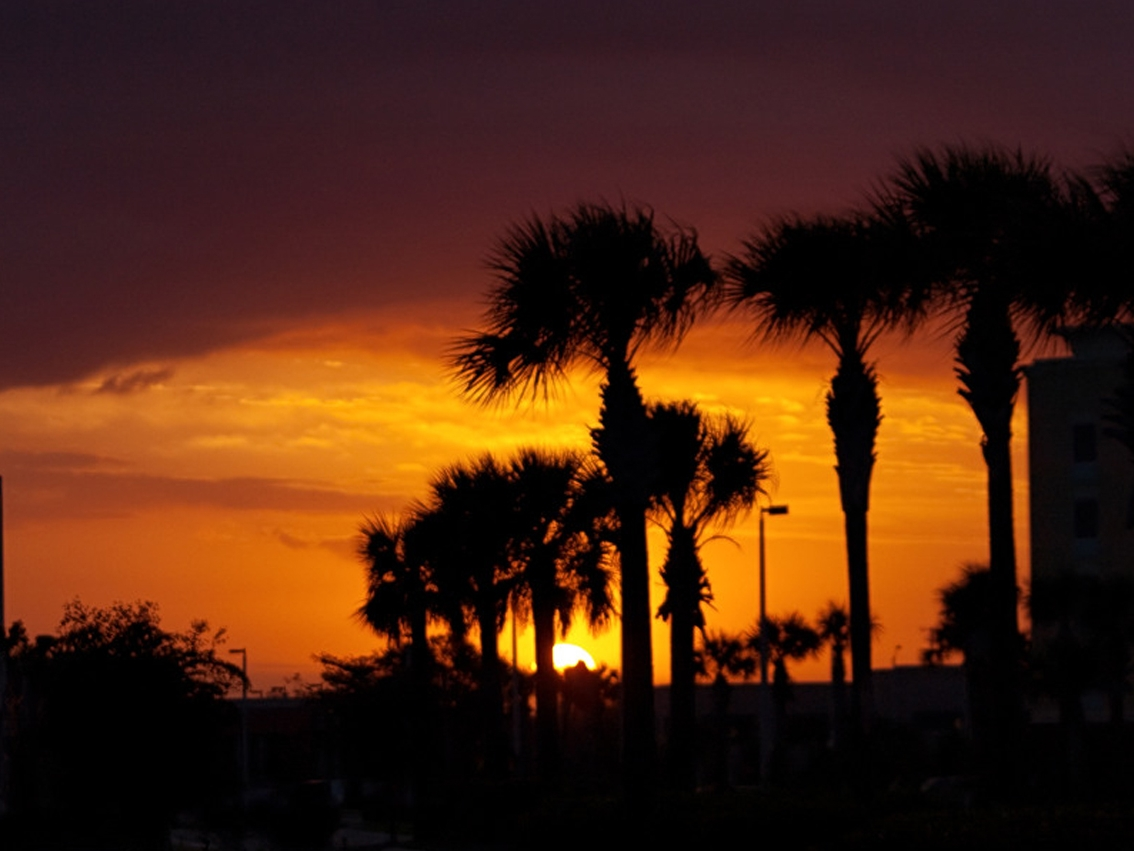
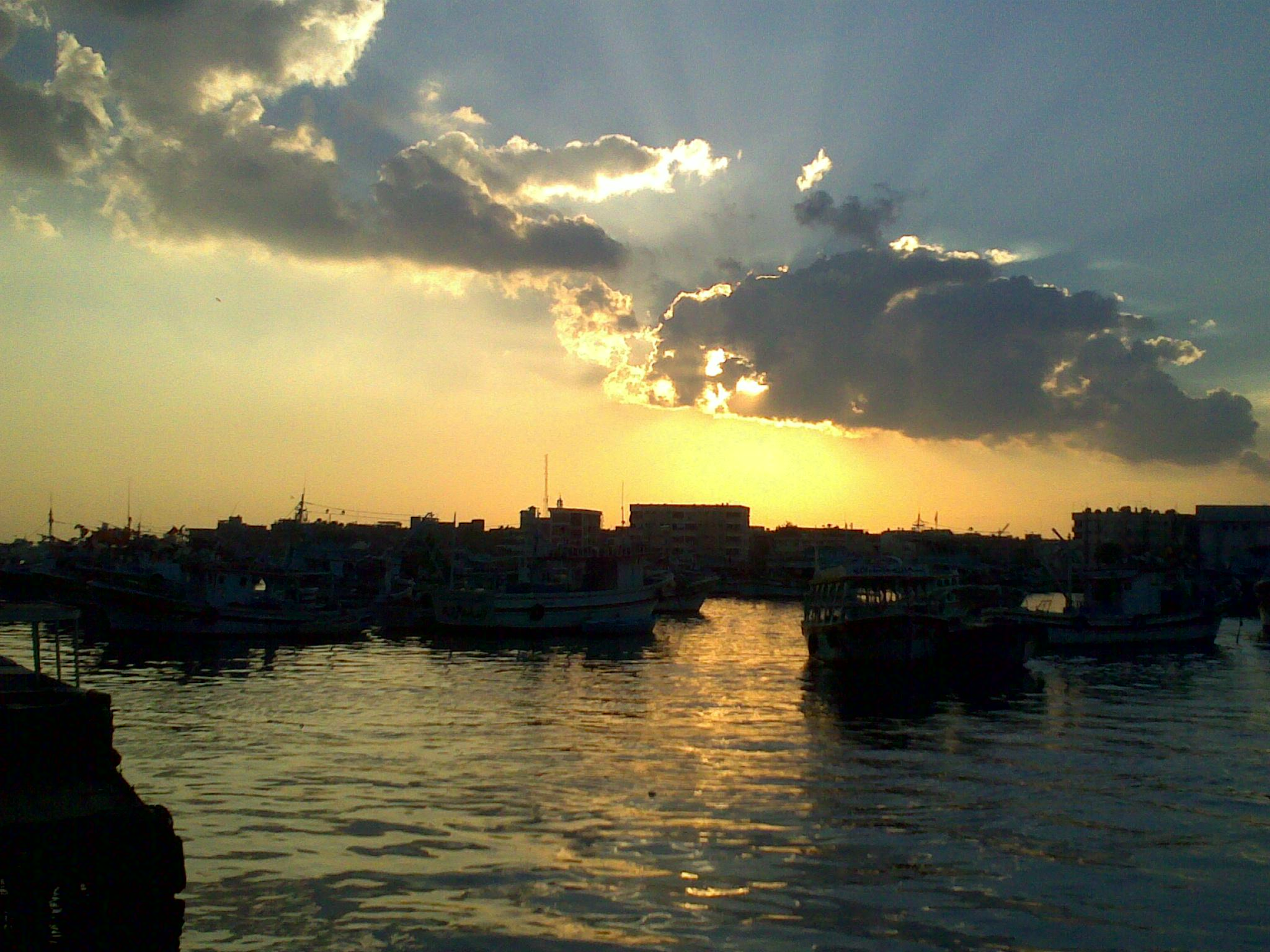
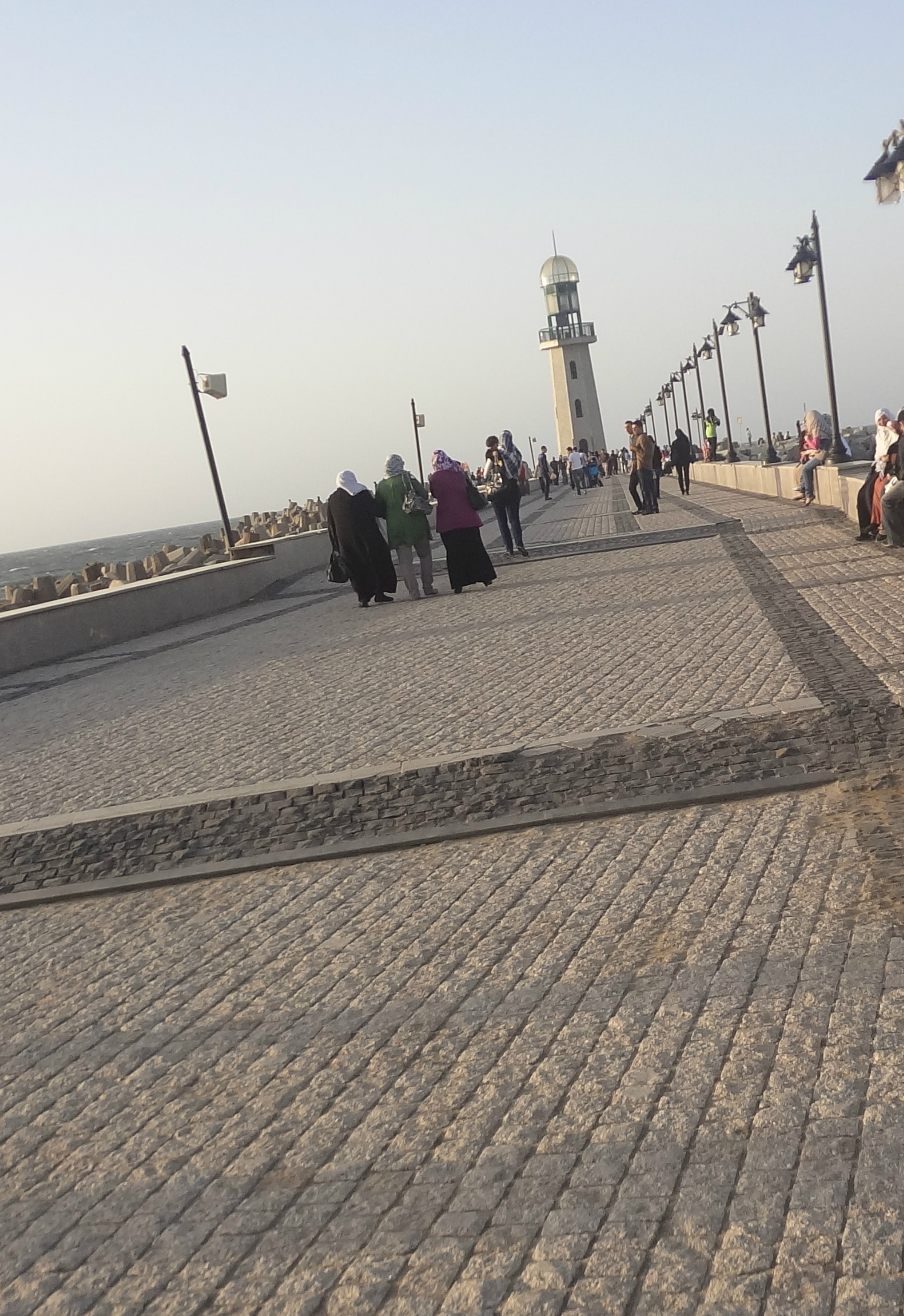
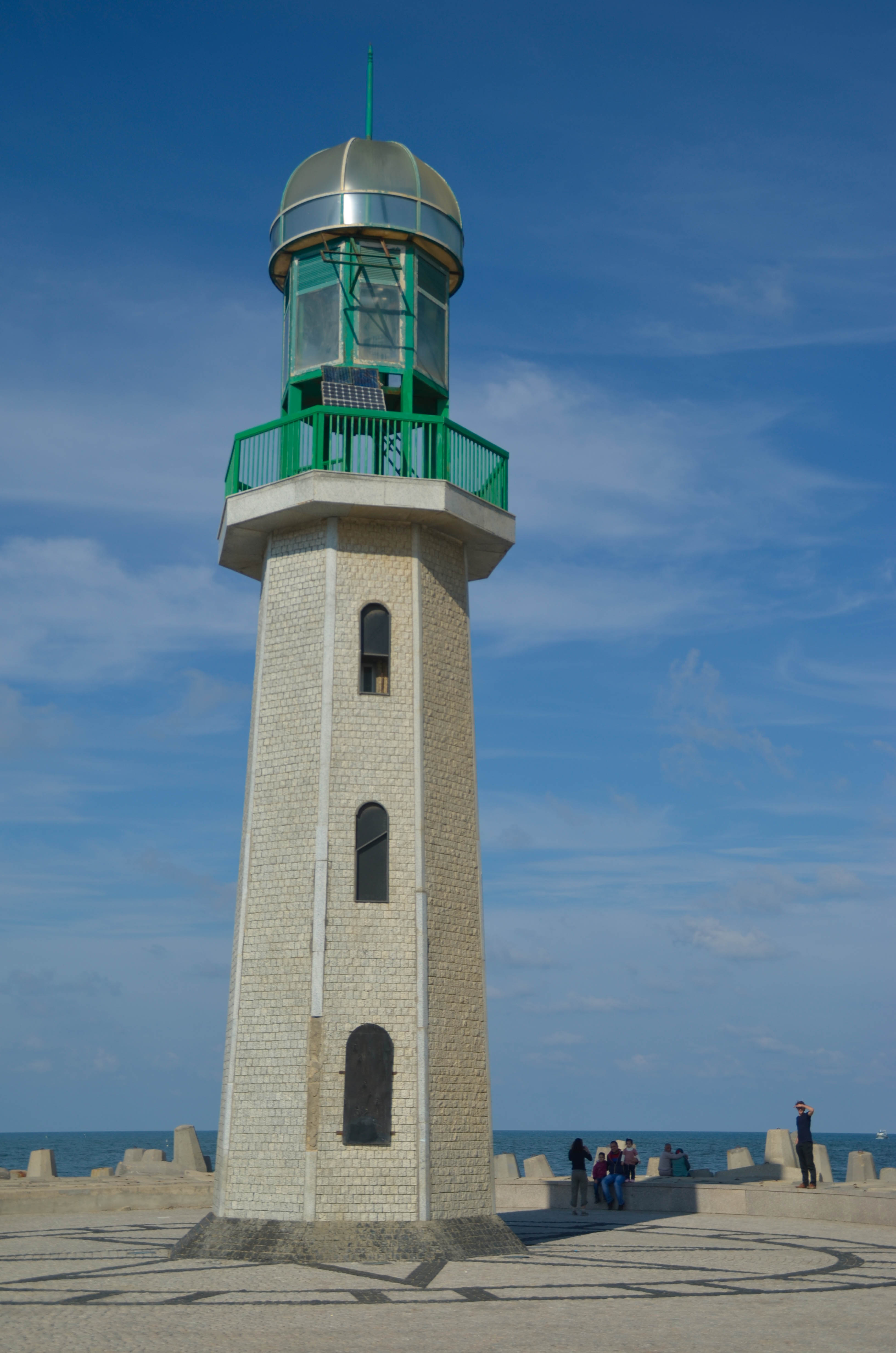
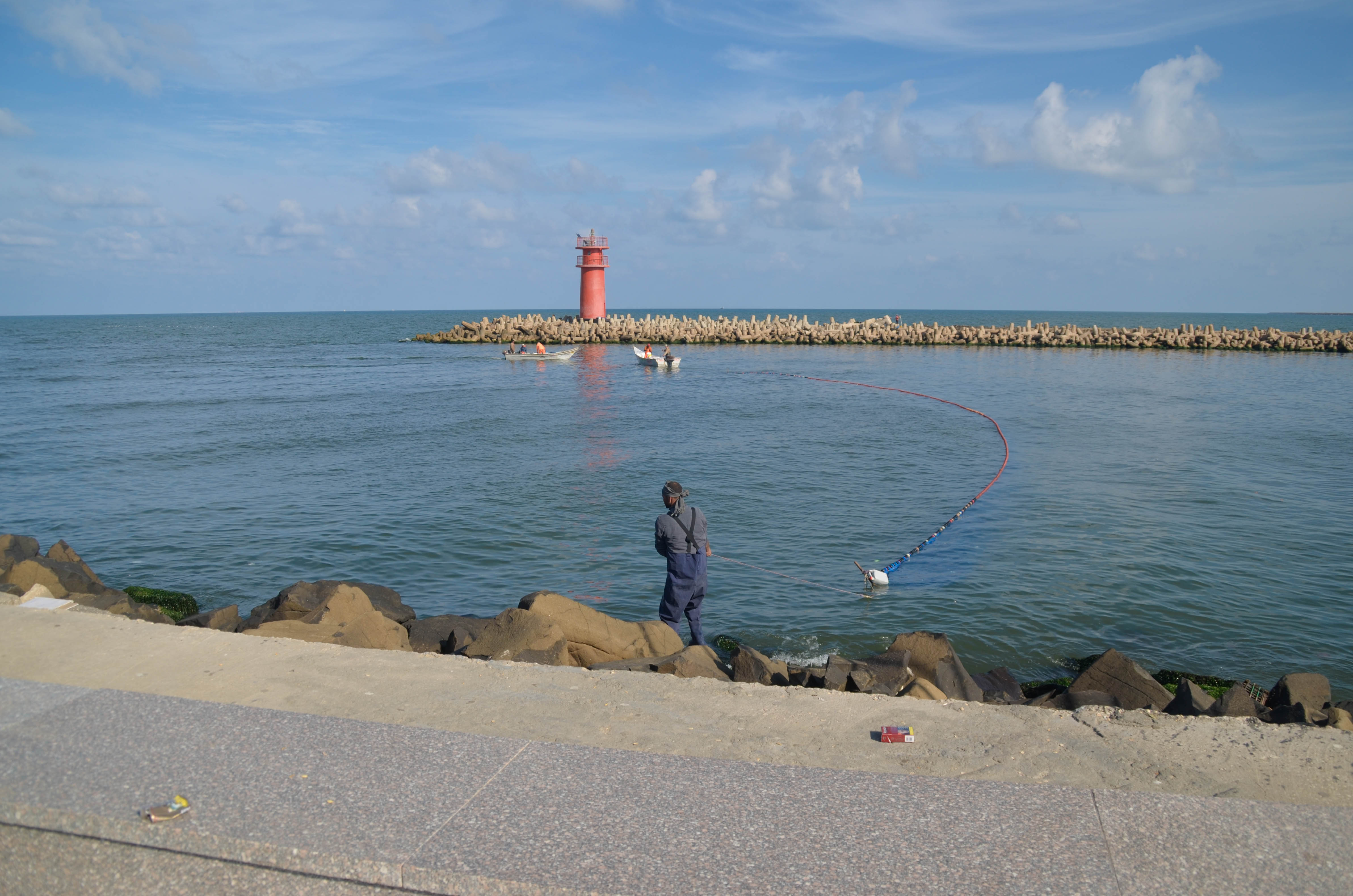
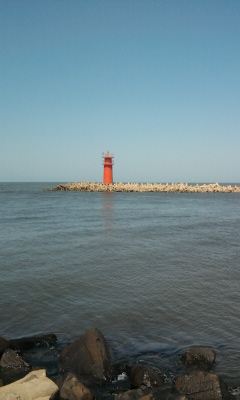
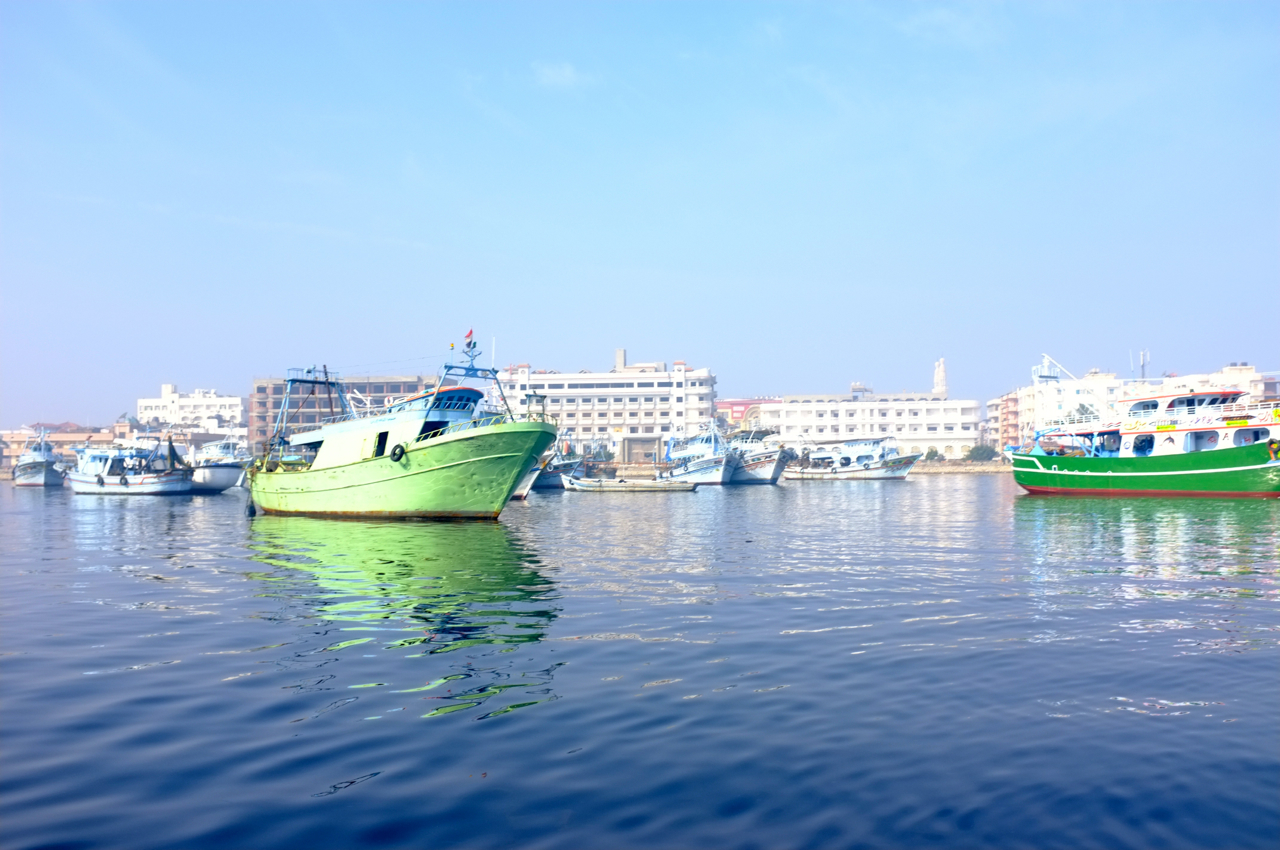
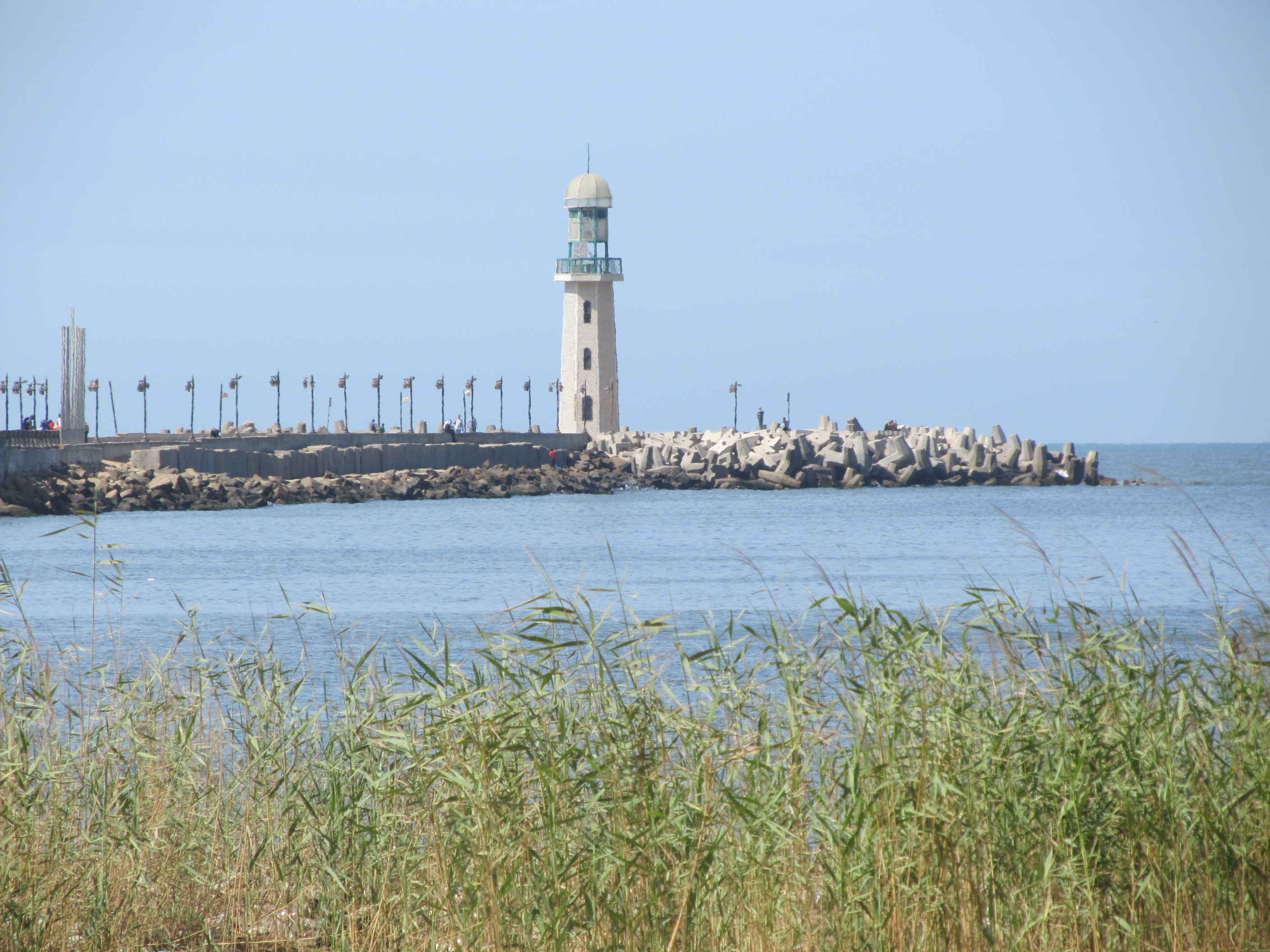
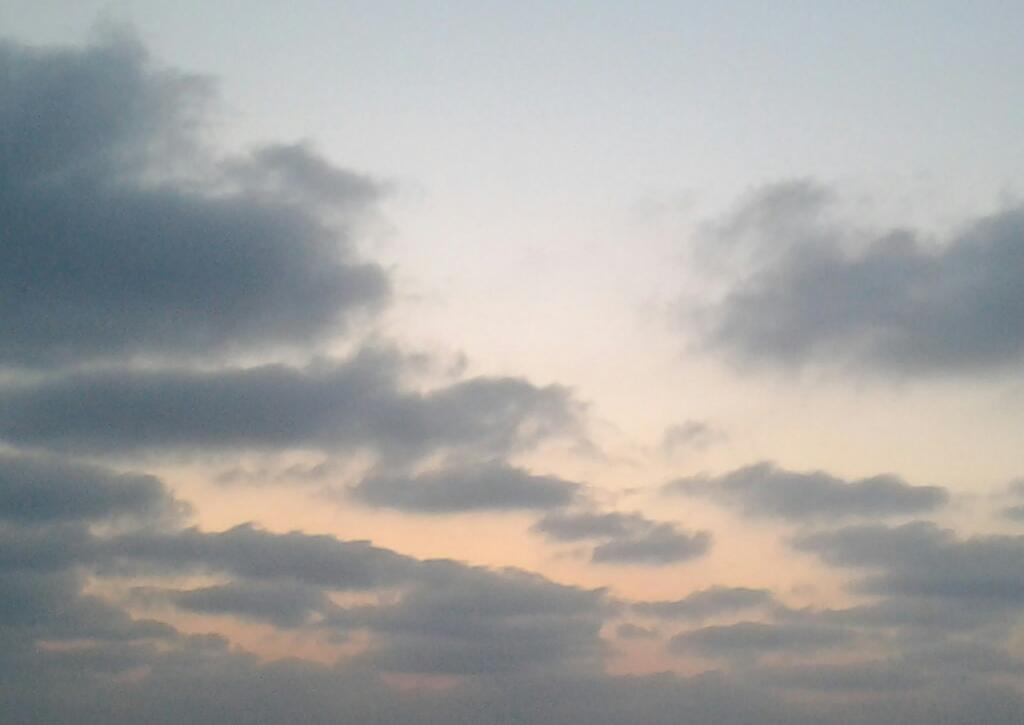